# Ivar Vidfamne

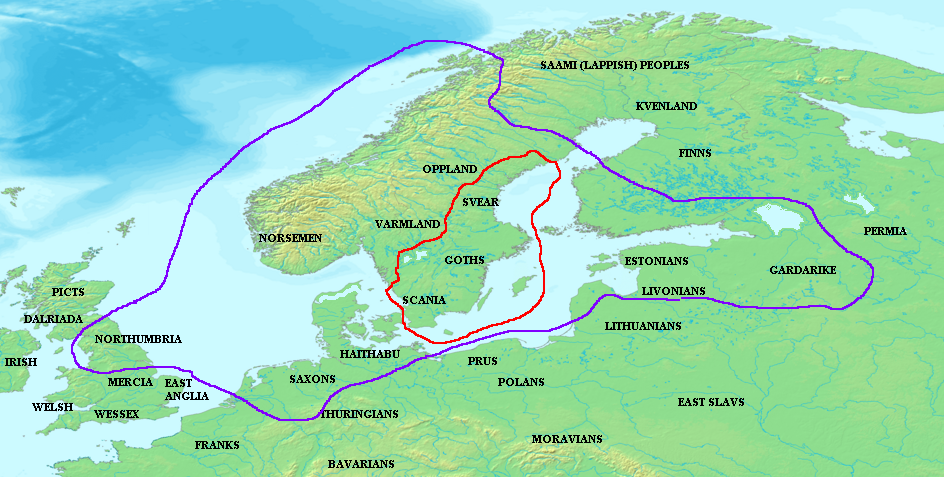
Herrschaftsgebiet Ivars
Kerngebiet (rot umrandet) und
angebliches gesamtes Einflussgebiet (blau umrandet)

Ivar Vidfamne (altisländisch Ívar ínn víðfaðmi) war ein sagenhafter König von Schweden und Dänemark im 7. Jahrhundert. Er wurde in verschiedenen Isländersagas erwähnt.
Ivar soll der erste schwedische König aus dem Geschlecht der Sköldungar gewesen sein. Sein Herrschaftsgebiet soll sich am Ende seines Lebens über Schweden (Svíaveldi), Dänemark (Danaveldi), Northumbria, Norddeutschland (Saxland), Kurland (Kúrland) und das Baltikum (Eistland) erstreckt haben (Hervararsaga).
Ivar war Kleinkönig von Schonen.
Er soll um 635 König von Schweden geworden sein.
Seine Tochter Auðr  war verheiratet mit König Hrœrekr Ringslinger von Seeland. Später tötete er diesen.
Auðr floh nach Garðariki und heiratete den dortigen König Ráðbarðr. 695 soll Ivar ihr mit einer Flotte nach Osten gefolgt sein. In Karjálabotnar (Karelien) soll er gestorben sein.
Die verschiedenen Sagas geben teilweise voneinander abweichende Angaben über Herkunft, Nachkommen, Herrschaft und Tod von Ivar.